# أوسكار ميزا
أوسكار ميزا (بالإسبانية: Oscar Meza)‏ مواليد 5 ديسمبر 1986 في إل دورادو، ولاية سينالوا، المكسيك، هو ملاكم محترف مكسيكي يصنف ضمن فئة وزن الوسط.

## إحصائيات
خاض خلال مسيرته 23 نزالا، فاز في 19 ولم يتعادل وخسر في 4. فاز بالضربة القاضية في 17 نزالا.

## روابط خارجية
- أوسكار ميزا على موقع بوكس ريك (الإنجليزية) (registration required)